# Bulgaria en el Festival de la Canción de Eurovisión 2010
Bulgaria estará presente en el Festival de la Canción de Eurovisión 2010. La televisión búlgara ha confirmado que se hará un nuevo sistema de preselección, en parte, debido al fracaso en la semifinal de Krassimir Avramov. La BNT ha afirmado que cambiará la manera de votar, incluyendo a un jurado.
El 18 de octubre de 2009, en el programa matutino BNT V nedelia s, se anunció el primer artista que parcipara en Eurovision 2010 y representara a Bulgaria. Se trata del popular cantante Miroslav Kostadinov (Miro) Quien resultó ganador en este nuevo sistema de votación que la BNT llevó a cabo, después de los rumores de manipulación de reultados, acaecidos en años anteriores. El jurado se constituyó por 51 expertos en música quienes votaron a favor de un número de candidatos, siendo ganador Miro con 10 votos, seguido de Poli Genova con 7, y en tercer lugar Nora con 3.
El proceso de selección se realizará en fecha posterior, con 5 canciones que se compondrán especialmente para el, Aún no se anuncia si se elegirá por medio de un jurado, Televoto, o una mezlca de ambos.